# 佩滕巴赫
佩滕巴赫是奥地利上奥地利州克雷姆斯河畔基希多夫县的一个市镇。总面积54.7平方公里，总人口4837人，人口密度88.4人/平方公里（2005年）。